# Marzenna Nowakowska
Marzenna Nowakowska (ur. 17 marca 1967 w Warszawie) – biolog, polska popularyzatorka wiedzy o zachowaniach zwierząt.
Absolwentka Wydziału Biologii Uniwersytetu Warszawskiego.
Popularyzuje ekologię behawioralną i socjobiologię. Zajmuje się głównie tematyką przyrodniczą. Ma na koncie współpracę z:
- dwumiesięcznikiem „Polska Wita”; dawniej: „Naszą Piękną Polską"
- „Focusem” - artykuły w dziale przyrodniczym i w wydaniach specjalnych
- „Gazetą Wyborczą” - artykuły w dziale nauki oraz recenzje filmów przyrodniczych w „Gazecie Telewizyjnej"
- „National Geographic Polska"
- „Polską” - cotygodniowy felieton w nieistniejącej już rubryce „Polskie safari"
- „Vivą!” - stała rubryka „Cuda świata"
- „Polityką”
- „Twoim Stylem”
- „Voyage” - nieistniejąca już rubryka „Na tropie"
- „Wiedzą i Życiem” - nieistniejąca już rubryka „Felieton etologa”
- „Przekrojem”
- „Playboyem”
- „Newsweekiem”
- „Kaleidoscope"
- „Zwierzakami”
- „Kwietnikiem"
- „Sukcesem”
- „Superexpressem” - dawnym wydaniem piątkowym „Weekend"

Programy telewizyjne:
- 2008-2009 - prezenterka serialu przyrodniczego „Dzika Polska”; scenariusz i realizacja: Dorota Adamkiewicz i Joanna Łęska, TVP Polonia

Praca w PAN
- 1994-1997 - sekretarz redakcji czasopisma naukowego „Acta Ornithologica”, wydawanego przez Muzeum i Instytut Zoologii PAN w Warszawie.

## Książki
- Safari za progiem domu (wydawnictwo Zona Zero, Warszawa 2018, ISBN 978-83-6617-720-8)
- 2010 r. - tekst do serii jedenastu książek dodawanych do srebrnych numizmatów z wielobarwnymi wizerunkami zwierząt - symboli Polski i poszczególnych jej regionów: „Bielik”, „Bocian biały”, „Bóbr”, „Kozica”, „Łabędź niemy”, „Niedźwiedź brunatny”, „Ryś”, „Salamandra plamista”, „Tarpan”, „Żółw błotny”, „Żubr”[1].
- Zwierzęta Polski (wydawnictwo Multico, Warszawa 2009, ISBN 978-83-7073-657-6) - o książce 8846.html
- Dzikość serca. Wielka Księga Zachowań Zwierząt (wydawnictwo Edipresse, Warszawa 2004, ISBN 83-89571-55-2)
- Ilustrowany Atlas Polski (wydawnictwo Reader’s Digest, Warszawa 2002,ISBN 83-88243-56-X) - rozdziały „Świat zwierząt”, „Życie wśród drzew”, „Tam, gdzie hula wiatr”, „W królestwie ryb”, „W mieście i w górach"
- redakcja i konsultacja naukowa książki Świat zwierząt. 1000 pytań i odpowiedzi (wydawnictwo Reader’s Digest, Warszawa 2005, ISBN 83-88243-94-2)
- hasła w książce „Niezwykłe zakątki Polski” (wydawnictwo Reader’s Digest, Warszawa 2005, ISBN 83-88243-21-7)

## Wyprawy
- Naukowe:
  - Egipt (Wadi el Rayan, Ras Muhammed, Asuan) - szkolenie strażników obszarów chronionych w metodach badania orientacji wędrownych ptaków w klatce Bussego, wyprawa naukowa SEEN (SE European Bird Migration Network) i Uniwersytetu Gdańskiego.
  - Turcja (delta rzeki Kyzył Irmak) - szkolenie studentów Samsun University w metodach badania orientacji wędrownych ptaków w klatce Bussego, wyprawa naukowa SEEN (SE European Bird Migration Network) i Uniwersytetu Gdańskiego.
  - Etiopia (Park Narodowy Nechisar, święte lasy k. miejscowości Chencha) - wyprawa naukowa SEEN (SE European Bird Migration Network), Uniwersytetu Gdańskiego i Uniwersytetu Stanforda.
  - Meksyk - wyprawa naukowa, ptaki obszarów wulkanicznych i lasów tropikalnych przy współpracy Universidad Autónoma del Estado de México
- Eksploracyjne:
  - Litwa, Łotwa, Estonia, Finlandia, Norwegia - trasą ptasich migracji od południowego wybrzeża Bałtyku (gdzie znajduje się węzeł komunikacyjny ptaków migrujących ze Skandynawii: „autostrada” prowadząca wzdłuż wybrzeża Bałtyku, jego wschodnim brzegiem, krzyżuje się z „autostradą” przekraczającą Bałtyk), po wyspy norweskie, gdzie część z migrantów dociera co roku, by złożyć gniazda.
  - Australia (wschodnie wybrzeże od stanu Queensland po Nową Południową Walię, 2002) - wyprawa Akademii Podlaskiej przy współudziale Muzeum Historii Naturalnej w Sydney - bioróżnorodność pająków z grupy skakunów; ptaki Australii.
- Służbowe:
  - Australia (Brisbane, 2004) - na zaproszenie Animal Planet, wywiady z gwiazdami nowych seriali m.in. Bruce George, Lyndal Davies.
  - RPA (Shamwari Reserve, 2007; Chimp Eden 2009) - na zaproszenie Animal Planet, wywiad z prezenterką Lyndal Davies (2007) i prezenterem Eugene Cussons (2009).
  - Wielka Brytania (Londyn, 2008) - na zaproszenie Animal Planet, wywiad z Charlotte Uhlenbroek.

## Wykłady
- 2004 - Marzenna Nowakowska gościem środowym (10.03) w Wyższej Szkole Komunikowania i Mediów Społecznych im. Jerzego Giedroycia w Warszawie.
- 2005 - seminarium (08.11) „Komunikowanie się ryb w jednym z najbogatszych ekosystemów świata - rafach koralowych” na Wydziale Biologii Uniwersytetu Warszawskiego, na zaproszenie Polskiego Towarzystwa Hydrobiologicznego.
- 2008 - wykład (08.05) „Altruizm i jego zła siostra złośliwość, czyli dwa oblicza równania Hamiltona okiem dziennikarza naukowego” w ramach otwartych seminariów naukowych Instytutu Biologii Akademii Podlaskiej.
- 2009 - wykład (17.10) „Sztuka nękania czyli mobbing wśród zwierząt okiem dziennikarza naukowego” w ramach XI Festiwalu Nauki i Sztuki w Siedlcach.
- 2009 - wykład (21.11) „Puchacz ma przećwierkane” o zwierzęcej strategii antydrapieżniczej, zwanej mobbingiem - w Centrum Nauki EXPERYMENT.

## Nagrody
- 2007 - nominacja w konkursie „Popularyzator Nauki” organizowanym przez serwis Nauka w Polsce PAP przy współpracy Ministerstwa Nauki i Szkolnictwa Wyższego.
- 2008 - nagroda w konkursie „Popularyzator Nauki” organizowanym przez serwis Nauka w Polsce PAP przy współpracy Ministerstwa Nauki i Szkolnictwa Wyższego, dla programu „Dzika Polska”.

## Członkostwo w organizacjach
- od 2007 do 2013 - Polskie Stowarzyszenie Dziennikarzy Naukowych Naukowi.pl; 2009-2011 - sekretarz i wiceprezes.; 2011–2013 - prezes.
- od 2008 - Związek Autorów i Producentów Audiowizualnych